# Mietverlustversicherung
Eine Mietverlustversicherung sorgt für einen finanziellen Ausgleich bei Mietausfall durch beschädigte Räumlichkeiten. Eigentümer von Immobilien, die ihre Objekte gewerblich oder privat vermieten, sind in der Regel dringend auf die Mieteinnahmen angewiesen. Mit diesen Mieteinnahmen zahlen einige häufig ihre Immobilien ab, andere wiederum benötigen diese Einnahmen zur Sicherung des Lebensunterhaltes. Fallen dem Eigentümer diese Mieteinnahmen weg, kann das unter Umständen zu großen finanziellen Problemen führen und bei längeren Mietausfällen kann das sogar die Insolvenz oder den Verkauf der Immobilie bedeuten. Um sich davor zu schützen, bietet sich eine Mietverlustversicherung an.

## Leistungen der Mietverlustversicherung
Die Mietverlustversicherung übernimmt bei Mietausfall oder einem Nutzungsausfall nicht nur die ausgefallenen Einnahmen, sondern auch die Nebenkosten wie beispielsweise die Grundsteuer oder die Müllabfuhrgebühren. Zudem deckt die Mietverlustversicherung neben den Risiken von vermieteten Objekten, auch die vom Eigentümer selbst genutzten Objekte ab. Kann der Eigentümer sein Haus bzw. seine Wohnung durch Schäden nicht mehr selbst bewohnen oder vermieten, so übernimmt die Mietverlustversicherung die Kosten für eine Ersatzwohnung bzw. den Mietausfall, bis die Schäden am Objekt behoben sind und auch wieder bewohnt werden kann. Der Zeitraum dafür ist allerdings vorher vertraglich festgelegt. Dies gilt auch für Mietminderungen. Hierbei zahlt die Versicherung die Differenz der durch die Minderung entfallenen Miete.

## Versicherte Schäden
Durch die Mietverlustversicherung werden Mietverluste abgedeckt, die durch Sachschäden am Gebäude entstanden sind. Darunter fallen beispielsweise Schäden durch einen Brand, durch Leitungswasser, Hagel oder Sturm, aber auch die Schäden, die durch Blitzschlag und Explosion entstanden sind.

## Nicht versicherte Schäden
Nicht versichert sind Schäden, die durch Krieg, Kernenergie, innere Unruhen, Erdbeben oder Vorsatz des Versicherungsnehmers entstanden sind. Außerdem sind Schäden wie Nutzwärmeschäden, Sengschäden, Sturmflutschäden sowie Schäden durch Eindringen von Regen, Hagel, Schnee und Schmutz durch nicht ordnungsgemäß geschlossene Öffnungen, nicht in der Versicherung enthalten.

## Wichtiges zum Versicherungsvertrag
Häufig wird die Mietverlustversicherung als Ergänzung zur Gebäudeversicherung angeboten. Bei einem Abschluss muss im Versicherungsvertrag das Gebäude exakt bezeichnet sein. Die Versicherungssumme ist dabei variabel. Bei vermieteten Räumen richtet sie sich nach der Bruttojahresmiete und bei selbst genutzten Räumlichkeiten nach dem ortsüblichen Mietpreis. Zudem hängt die Versicherungssumme auch vom vereinbarten Zeitraum im Versicherungsfall ab. In der Regel kann die Mietverlustversicherung für eine Dauer von 12 Monaten abgeschlossen werden. Jedoch ist gegen Prämienzuschlag eine Verlängerung auf 24 Monate möglich.